# Natatolana natalensis
Natatolana natalensis är en kräftdjursart som först beskrevs av Barnard 1940.  Natatolana natalensis ingår i släktet Natatolana och familjen Cirolanidae.
Artens utbredningsområde är Madagaskar. Inga underarter finns listade i Catalogue of Life.